# Fraude bij Pels Rijcken
De fraude bij landsadvocaat Pels Rijcken vond tussen 1996 en 2020 plaats en werd gepleegd door notaris Frank Oranje (4 mei 1962 – 6 november 2020), die kort na het publiek worden van de affaire zelfmoord pleegde en daarmee strafrechtelijke vervolging ontliep. De kwestie leidde tot forse ophef in het notariaat, de advocatuur, de media en politiek. Er werden diverse onderzoeken ingesteld. Verschillende werknemers bij Pels Rijcken werden vanwege ernstige nalatigheid door de tuchtrechter berispt. Anno 2023 loopt er nog een onderzoek van het Openbaar Ministerie.

## Achtergrond
Frank Oranje werkte sinds 1994 bij Pels Rijcken als notaris en sinds 1996 als partner (mede-eigenaar). In 2018 werd hij benoemd tot managing partner, de hoogste functie binnen het kantoor.
Oranje was een vooraanstaand notaris die gevraagd werd voor complexe en uitgebreide vraagstukken. Hij werd aangesteld als escrow agent voor diverse grote transacties en had in die functie grote geldbedragen in beheer. Ook trad hij op als notaris voor de Nederlandse staat.
Oranje adviseerde en beheerde de financiële belangen van diverse bewindspersonen, waaronder Ferdinand Grapperhaus (CDA), Wopke Hoekstra (CDA), Sigrid Kaag (D66) en Ingrid van Engelshoven (D66).
In veel gevallen werkte hij samen met zijn zakenpartner en boezemvriend Jurjen Lemstra. Lemstra is een bekende advocaat, die collectieve rechtszaken voert die om grote bedragen gaan. Telkens richtte Oranje als notaris de stichtingen op namens welke Lemstra deze rechtszaken startte. Wanneer Lemstra een succesvol resultaat behaalde en een grote schikking werd getroffen, trad Oranje op als geldbewaarder. Dat gebeurde onder andere bij de Converium-schikking en de World Online-schikking.

### Bekendwording van de fraude
Op 31 augustus 2020 werd Oranje door de FIOD geïnformeerd dat er een strafrechtelijk onderzoek naar hem liep. Pels Rijcken werd daarvan een week later op de hoogte gesteld. Oranje werd per direct op non-actief gesteld.
Niet veel later pleegde Oranje zelfmoord. Boezemvriend en zakenpartner Jurjen Lemstra werd aangesteld als executeur van zijn nalatenschap. Pas in maart 2021 maakte Pels Rijcken bekend dat het slachtoffer was geworden van jarenlange fraude.

## Fraudegevallen
Oranje begon vrijwel direct na zijn indiensttreding bij Pels Rijcken in 1996 met frauderen. De fraude duurde in totaal achttien jaar en heeft in tientallen zaken plaatsgevonden. Bij de fraude verduisterde Oranje bedragen via diverse stichtingen, die hij liet oprichten door collega-notarissen, maar die onder zijn controle stonden. Oranje opende op naam van zijn cliënten bankrekeningen en vervalste betaalopdrachten.
De precieze omvang van de fraude is onbekend, maar het gaat om ten minste 16,9 miljoen euro (schatting mei 2022).

### Converium
De meest omvangrijke verduistering is de fraude met een schikking met de beursgenoteerde verzekeraar Converium Holding AG. Deze schikking was ter compensatie voor beleggers die door misleidende mededelingen van Converium verliezen hadden geleden.
Ter uitvoering van de schikking richtte Oranje de Stichting Converium Securities Compensation Foundation op. Vanuit de stichting zouden de schikkingsbedragen worden verdeeld en uitbetaald aan de rechthebbenden. Bart Groen, tot 2007 partner van Pels Rijcken (ex-collega en persoonlijke kennis van Oranje), werd aangesteld als bestuurder van de stichting. Advocaat van de stichting was Jurjen Lemstra, eveneens werkzaam bij Pels Rijcken.
In totaal werd een schikking getroffen van 58,4 miljoen dollar. 20 procent van het schikkingsbedrag, ruim 11,5 miljoen dollar, ging naar de Amerikaanse advocaten. Het overgebleven bedrag kreeg Oranje onder zijn beheer. In totaal verduisterde hij meer dan 25% van het bedrag, ongeveer 9,5 miljoen euro.

### World Online
In 2010 trof de Vereniging van Effectenbezitters (VEB) voor 12.000 World Online-beleggers een schikking, waardoor een bedrag van maximaal 110 miljoen euro verdeeld kon worden. De beleggers hadden schade geleden wegens misleidende uitlatingen in het prospectus tijdens de beursgang van World Online. Jurjen Lemstra trad op als advocaat van de VEB.
Ook in deze zaak werd Oranje aangewezen om het geld te beheren. Oranje verplaatste het geld naar een andere rekening dan was afgesproken. Deze rekening keerde een hogere rente uit. Het renteverschil, in totaal een paar honderdduizend euro, stak Oranje in eigen zak.  

### Andere fraudegevallen
Er zijn nog tientallen andere gevallen waarbij Oranje gefraudeerd heeft. Onder andere het Centraal Bureau voor Tuinbouwveilingen (tegenwoordig The Greenery), Xerox, ANWB Travelcom, ZLTO, Billiton en de Provincie Gelderland zijn slachtoffer geworden. Goldman Sachs en RBS werden voor 1,74 miljoen euro opgelicht. In vijf van de fraudedossiers waren ook belangen van de Staat betrokken.
Ook misbruikte Oranje de naam en reputatie van het Rode Kruis. Het is onduidelijk of hij daarvan ook financieel heeft geprofiteerd.

## Nasleep
De fraude bij Pels Rijcken heeft een grote schok teweeggebracht bij het Nederlandse notariaat, de advocatuur, de media en de politiek. Er werden diverse onderzoeken gestart.

### Onderzoek Nederlands Juristenblad
In mei 2021 publiceerden accountant Marcel Pheijffer, voormalig medewerker van de FIOD, en advocaat Jeroen Princen in het Nederlands Juristenblad (NJB) een artikel over de fraude bij Pels Rijcken. Het betrof een eerste oppervlakkig onderzoek op basis van openbare informatie. Daarbij onderzochten zij drie fraude-gevallen: Converium, World Online en Attero. Naar de mening van Pheiffer en Princen is Pels Rijcken medeverantwoordelijk voor de fraude:
“Wij constateren (...) dat de deur bij Pels Rijcken zodanig openstond, dat de fraude heeft kunnen gebeuren althans niet is voorkomen. Dit maakt dat Pels Rijcken naar onze mening niet louter slachtoffer is, zoals het kantoor stelt, maar juist dat Pels Rijcken medeverantwoordelijkheid draagt voor de fraude.”

### Eigen onderzoek Pels Rijcken: Deloitte en Van Doorne
Pels Rijcken schakelde naar aanleiding van de informatie van de FIOD het advocatenkantoor Van Doorne en Deloitte in om onderzoek naar de fraude te verrichten.
In juli 2021 maakte Pels Rijcken de eerste resultaten van het onderzoek bekend. Uit het door Van Doorne en Deloitte uitgevoerde onderzoek bleek dat de fraude veel groter was dan de drie gevallen die eerder aan het licht waren gekomen. De fraude heeft over een periode van achttien jaar plaatsgevonden, in tientallen zaken. De fraude zou alleen gepleegd zijn door Oranje en geen andere kantoorgenoten zouden eraan schuldig zijn.
Uit documenten die openbaar zijn gemaakt na een Wob-verzoek en tevens bevestigd door het OM bleek dat Pels Rijcken en Van Doorne weigerden om deze interne fraudeonderzoeken te openbaren aan het OM door beroep te doen op het verschoningsrecht en de geheimhoudingsplicht.  Na maandenlang oponthoud kreeg door een besluit van de rechter-commissaris het OM toch de beschikking over de geheime gespreksverslagen.
Pels Rijcken heeft de resultaten van het onderzoek nooit met de buitenwereld gedeeld.

### Onderzoek Haagse Orde van Advocaten
Vlak na het bekend worden van de fraude stelde de Haagse Orde van Advocaten een onderzoek in. Deken Arjen van Rijn schoof zichzelf naar voren om dit onderzoek te leiden. Van Rijn was zelf jarenlang partner bij Pels Rijcken geweest en kende de betrokken personen dus goed. Onderwerp van het onderzoek was de mogelijke betrokkenheid van de advocaten bij de fraude. 
In augustus 2021 concludeerde de deken na een kort onderzoek dat er geen advocaten waren betrokken bij de fraude. Volgens Arjen van Rijn was er sprake geweest van solistisch handelen van Oranje.
De raad van toezicht van de Nederlandse Orde van Advocaten deed een evaluatie van het onderzoek en was uiterst kritisch over het verrichte werk van de deken. Zo was de wijze waarop het onderzoek was uitgevoerd vluchtig en amateuristisch, was een belangrijk onderwerp (naleving Wwft) buiten beschouwing gelaten en was de onafhankelijkheid van de onderzoeker twijfelachtig, omdat Van Rijn zelf bij Pels Rijcken had gewerkt en de betrokken personen allemaal kende, soms ook persoonlijk. De raad van toezicht verklaarde het rapport daarom ongeldig.

### Onderzoek Bureau Financieel Toezicht
Ook het Bureau Financieel Toezicht, dat toezicht houdt op Nederlandse notarissen, startte naar aanleiding van de bekendwording van de fraude een onderzoek. 
In november 2021 maakte het BFT bekend tuchtklachten in te dienen tegen een aantal collega-notarissen wegens medeplichtigheid aan de fraude. De notarissen kregen van de tuchtrechter een berisping (waarschuwing). Dat de straf zo laag was uitgevallen had er mee te maken dat de notarissen schuld hadden erkend en inmiddels waren gestopt met de uitoefening van hun beroep.
Pels Rijcken besloot naar aanleiding van de bevindingen van het BFT de afdeling notariaat volledig te ontslaan. Dertien notarissen kwamen op straat te staan.
In mei 2022 werd bekend dat het BFT aangifte heeft gedaan tegen de weduwe van Frank Oranje wegens medeplichtigheid aan de kwestie. Zij wordt beschuldigd van schuldwitwassen, omdat zij zou hebben geprofiteerd van de door haar echtgenoot verduisterde miljoenen.

### Onderzoek Houthoff
Minister Grapperhaus schakelde het advocatenkantoor Houthoff in om onderzoek te doen naar de zaken voor de staat en de kabinetsleden waarin Oranje heeft opgetreden. De uitkomst van dat onderzoek was dat er geen onregelmatigheden waren aangetroffen.
Later bleek dat het onderzoek niet volledig was. Pels Rijcken maakte zelf per brief van 14 juli 2021 bekend dat ook de staat in vijf dossiers door de praktijken van Oranje was gedupeerd.
De werkzaamheden van Houthoff leidden tot enige ophef, omdat het onderzoek slechts 32,2 uur in beslag had genomen, maar er in totaal meer dan 20.000 euro was gedeclareerd en het onderzoek bovendien onvolledig was.

### Openbaar Ministerie
Pels Rijcken kwam in 2019 in het vizier van het Openbaar Ministerie, onder de codenaam 'Schaap', nadat duidelijk was geworden dat de fraude veel omvangrijker was dan aanvankelijk bekend.
Hoewel in het intern onderzoek van Pels Rijcken beweerd werd dat dat de fraude altijd een eenmansactie is geweest, hield het OM de mogelijkheid open dat er meer medewerkers van Pels Rijcken betrokken waren en werd niet uitgesloten dat de vennootschap van Pels Rijcken strafrechtelijk verwijtbaar heeft gehandeld. Zo staat vast dat het interne toezicht tekort schoot, is er aangifte gedaan tegen de weduwe van Frank Oranje door het BFT en worden twee van Oranjes persoonlijke vennootschappen onderzocht.

#### Rechtszaak onderzoeksrapporten Bureau Financieel Toezicht
Het OM wilde de onderzoeksrapporten van het BFT om te zien of in deze dossiers informatie over de resterende verdachten te vinden was. Het OM werd in augustus 2023 door de rechtbank in het gelijk gesteld dat het BFT haar onderzoeksrapporten, gespreksverslagen en tuchtklachten moet overhandigen aan het OM. "De rechtbank is van oordeel dat het BFT geen zelfstandig verschoningsrecht toekomt."
Het BFT is het niet eens met deze zienswijze van de rechtbank en is in cassatie gegaan als laatste middel om te voorkomen dat het OM deze dossiers in handen krijgt. De geheime dossiers blijven tot de uitspraak van de Hoge Raad in de kluis bij de rechter-commissaris liggen.

## Contract met landsadvocaat
Na de openbaring van de fraude ontstond in de politiek een discussie of Pels Rijcken de landsadvocaat kon blijven. In de Tweede Kamer diende het kamerlid Omtzigt een motie in om de samenwerking met Pels Rijcken te beëindigen. Het voorstel kreeg geen meerderheid. In de Eerste Kamer diende senator Henk Otten ook een motie in.
In mei 2022 sloten de Staat en Pels Rijcken een vernieuwd contract. Pels Rijcken kan daarmee de landsadvocaat blijven, maar moet wel voldoen aan strengere regels.

## Trivia
- Over de fraude werd door producent CCCP en de NTR een vierdelige (gedramatiseerde) documentaireserie gemaakt.